# Anton Camesasca
Franz Anton Camesasca (* 17. November 1792 in Habitzheim; † 2. Juli 1840 in Lampertheim) war ein liberaler hessischer Politiker (Partei) und ehemaliger Abgeordneter der 2. Kammer der Landstände des Großherzogtums Hessen.

## Familie
Anton Camesasca, der katholischer Konfession war, war der Sohn des fürstlich löwensteinischen Oberamtsvorstehers, Justiz und Rentamtmanns und Habitzheimer Regierungsrates Franz Xaver Camesasca (* 4. Mai 1752, † 4. März 1822) und dessen zweite Frau Eleonore geborene Hennemann (1766–1854). Seine Schwester Sidonie heiratete den Richter und späteren Abgeordneten Friedrich Ludwig Klipstein. Er heiratete am 31. Dezember 1820 in Habitzheim Christine Margarethe geborene Rose (* Babenhausen 6. April 1791,† Viernheim 14. Januar 1848, evangelisch). Aus der Ehe gingen vier Töchter hervor:
- Eleonore, (* 20. November 1821 in Seligenstadt,† 4. September 1863 in Woogsdamm bei Groß-Gerau), verheiratet in Lampertheim am 28. September 1838 mit Karl Reiß (Reiss) (1807–1890), evangelisch, Forstmeister in Viernheim, später Darmstadt, Geheimer Forstrat
- Katharine (* 12. Mai 1823 in Seligenstadt,† 27. Februar 1909 in Darmstadt), verheiratet in Lampertheim 21. Juni 1847 mit Rudolph Stockhausen (* 3. Dezember 1821 in Romrod,† 27. Januar 1870 in Groß-Umstadt), Landrichter in Offenbach
- Caroline (* 13. November 1824 in Lampertheim,† 26. Dezember 1883 in Mannheim), verheiratet in zweiter Ehe in Lampertheim am 30. September 1848 mit Heinrich Mathy (* 10. Oktober 1813 in Mannheim,† 20. Januar 1855 in Oetlingen bei Lörrach), ev., Handelsmann in Mannheim
- Margarethe, †Mannheim 1860, ledig

Seine Schwester, Maria Anna Elisabeth (1800–1857), heiratete am 18. November in Habitzheim den späteren Landtagsabgeordneten Friedrich Bergsträsser. Sein Bruder Adolf Peter Lorenz Camesasca (1798–1859) wurde Kreisrat in Bensheim und Abgeordneter der ersten Kammer der hessischen Landstände.

## Ausbildung und Beruf
Anton Camesasca besuchte das Gymnasium Aschaffenburg und ab Herbst 1810 die Universität Gießen, wo er Kameralwissenschaft studierte. 1813 wurde er Akzessist beim Sekretär der Hofkammer in Darmstadt und ab 1816 Verwalter der Rentämter Babenhausen und Schafheim, 1820 Verwalter des Amtes Seligenstadt und ab dem 26. Februar 1821 Rentamtmann in Seligenstadt. 1824 war er Rentamtmann in Lampertheim, bevor er 1832 dort Domänenrat wurde.

## Politik
In der 7. und 8. Wahlperiode (1835–1840) war Anton Camesasca Abgeordneter der zweiten Kammer der Landstände des Großherzogtums Hessen. In den Landständen vertrat er den Wahlbezirk Starkenburg 6/Lorsch. Sein Nachfolger im Landtag war Wilhelm von Dörnberg.

## Ehrungen
Anton Camesasca war Ehrenbürger von Lampertheim.